# Massive Luxury Overdose
Massive Luxury Overdose —en español: Sobredosis de lujo masivo— es el segundo álbum de estudio del grupo de pop sueco Army of Lovers. El álbum fue publicado en 1991 y contiene algunos de los mayores éxitos de la banda, incluyendo Obsession y Crucified, que fue un éxito número uno en 29 países. El álbum también incluye «Ride The Bullet», que fue presentada previamente en su primer álbum Disco Extravaganza en 1990. «Ride The Bullet» alcanzó la sexta posición en Finlandia mientras que «Obsession» alcanzó la quinta.
Cuando La Camilla dejó la banda en 1991, fue reemplazada por Michaela Dornonville de la Cour. Para el estreno estadounidense en 1992, la banda grabó cuatro canciones nuevas y publicó el álbum bajo el mismo nombre pero con una nueva portada, presentando a Michaela en ella. La edición estadounidense no contiene las pistas «Supernatural» o «My Army Of Lovers»
En Suecia Massive Luxury Overdose vendió cerca de 70.000 copias, y mundialmente el álbum vendió al menos dos millones de copias.

## Lista de sencillos

### CD
- Primera edición

1. We Stand United (3.44)
2. Crucified (3.32)
3. Candyman Messiah (3.24) (esta es 16 segundos más larga que las posteriores ediciones)
4. Obsession (3.39)
5. I Cross the Rubicon (4.01)
6. Supernatural (remix de 1991) (3.54)
7. Ride the Bullet (remix de 1991) (3.42)
8. Say Goodbye to Babylon (4.26)
9. Flying High (3.39)
10. Walking with a Zombie (4.09)
11. My Army of Lovers (3.27)

- Segunda edición

1. Dynasty Of Planet Chromada (3.54) (nueva pista)
2. Crucified (3.32)
3. Candyman Messiah (3.08) (remix del sencillo)
4. Obsession (3.39)
5. We Stand United (3.44)
6. Say Goodbye to Babylon (4.26)
7. Ride the Bullet (3.27) (remix de 1992)
8. The Particle Song (3.26) (nueva pista)
9. Someone Somewhere (3.18) (nueva pista)
10. I Cross the Rubicon (4.01)
11. Flying High (3.39)
12. Walking with a Zombie (4.09)
13. Judgement Day (3.58) (nueva pista)

## Créditos
| - Coros: Erika Essen-Möller, Jean-Paul Wall, Katarina Wilczewski, Malin Bäckström, Richard Evenlind - Coproductor: Per Adebratt (pistas: 1 a 6, 8 a 10) - Ingeniero: Per Adebratt (pistas: 1 a 10) - Guitarra: Anders Wollbeck (pistas: 1, 5, 7, 10) - Teclado: Anders Wollbeck (pistas: 1 to 10) | - Mezclado por: Per Adebratt (pistas: 1 a 10) - Percusión: André Ferrari (pistas: 1, 4, 5, 10) - Productor: Alexander Bard (pistas: 1 a 10), Anders Wollbeck (pistas: 1 a 10) - Programado por: Anders Wollbeck (pistas: 1 a 10) - Saxofón: Anders Gustavson (pistas: 1, 5, 8, 10) |

- Datos: Q1939383